# Тобольский
Тобо́льский — посёлок в Светлинском районе Оренбургской области России. Административный центр и единственный населённый пункт Тобольского сельсовета.

## География
Посёлок находится на правом берегу реки Тобол, на российско-казахстанской границе, на расстоянии 105 км к северо-востоку от посёлка Светлый, административного центра района.

### Часовой пояс
Посёлок Тобольский, как и вся Оренбургская область, находится в часовой зоне МСК+2. Смещение применяемого времени относительно UTC составляет +5:00.

## История
В 1962 году указом Президиума Верховного Совета РСФСР посёлок центральной усадьбы совхоза «Тобольский» переименован в Тобольский.

## Население
| 2010 | 2012 | 2013 | 2014 | 2015 | 2016 | 2017 |
| ---- | ---- | ---- | ---- | ---- | ---- | ---- |
| 845  | ↘818 | ↗820 | ↘791 | ↘768 | ↘734 | ↘714 |
| 2018 | 2019 | 2020 | 2021 |      |      |      |
| ↘708 | ↘667 | ↘634 | ↘615 |      |      |      |

### Национальный состав
По данным Всероссийской переписи населения 2010 года:
| № | Национальность | Численность, чел. | Доля   |
| - | -------------- | ----------------- | ------ |
| 1 | русские        | 529               | 63 %   |
| 2 | казахи         | 111               | 13,1 % |
| 3 | украинцы       | 38                | 4,5 %  |
| 4 | мордва         | 37                | 4,4 %  |
| 5 | немцы          | 19                | 2,2 %  |
| 6 | корейцы        | 14                | 1,7 %  |
| 7 | татары         | 13                | 1,5 %  |
| 8 | чеченцы        | 11                | 1,3 %  |
| 9 | другие         | 73                | 8,6 %  |

## Улицы
| - ул. 40 лет Октября, - ул. Балабанова, - ул. Бугурусланская, - ул. Бузулукская, - ул. Комсомольская, | - ул. Механизаторов, - ул. Притобольская, - ул. Учителей, - ул. Целинная, - ул. Целинников. |